# Tarier pie
Saxicola caprata
Espèce
Statut de conservation UICN

 LC  : Préoccupation mineure
Le Tarier pie (Saxicola caprata) est une espèce de passereau appartenant à la famille des Muscicapidae.

## Répartition et sous-espèces
Selon la classification de référence du Congrès ornithologique international (15.1, 2025) il se répartit en seize sous-espèces (ordre phylogénique) :
- S. c. rossorum (Hartert, 1910) — de l'est de l'Iran au sud du Kazakhstan et ouest du Pakistan ;
- S. c. bicolor Sykes, 1832 — du sud-est de l'Iran au nord de l'Inde ;
- S. c. burmanicus Baker, 1922 — du centre de l'Inde à travers l'Indochine ;
- S. c. nilgiriensis Whistler, 1940 — Ghats occidentaux ;
- S. c. atratus (Blyth, 1851) — Sri Lanka ;
- S. c. caprata (Linné, 1766) — Philippines : Luçon et Mindoro ;
- S. c. randi Parkes, 1960 — Philippines : Visayas occidentales ;
- S. c. anderseni Salomonsen, 1953 — Philippines : Visayas orientales et Mindanao ;
- S. c. fruticola Horsfield, 1821 — de Java à Alor ;
- S. c. pyrrhonotus (Vieillot, 1818) — Timor (de Savu à Kisar) ;
- S. c. francki Rensch, 1931 — Sumba ;
- S. c. albonotatus (Stresemann, 1912) — Célèbes, Button et îles Selayar ;
- S. c. cognatus Mayr, 1944 — Babar ;
- S. c. aethiops (Sclater, 1880) — nord de la Nouvelle-Guinée et archipel Bismarck ;
- S. c. belensis Rand, 1940 — du lac Paniai à la chaîne de Sudirman ;
- S. c. wahgiensis Mayr & Gilliard, 1951 — montagnes du centre/sud-est de la Nouvelle-Guinée.

## Galerie

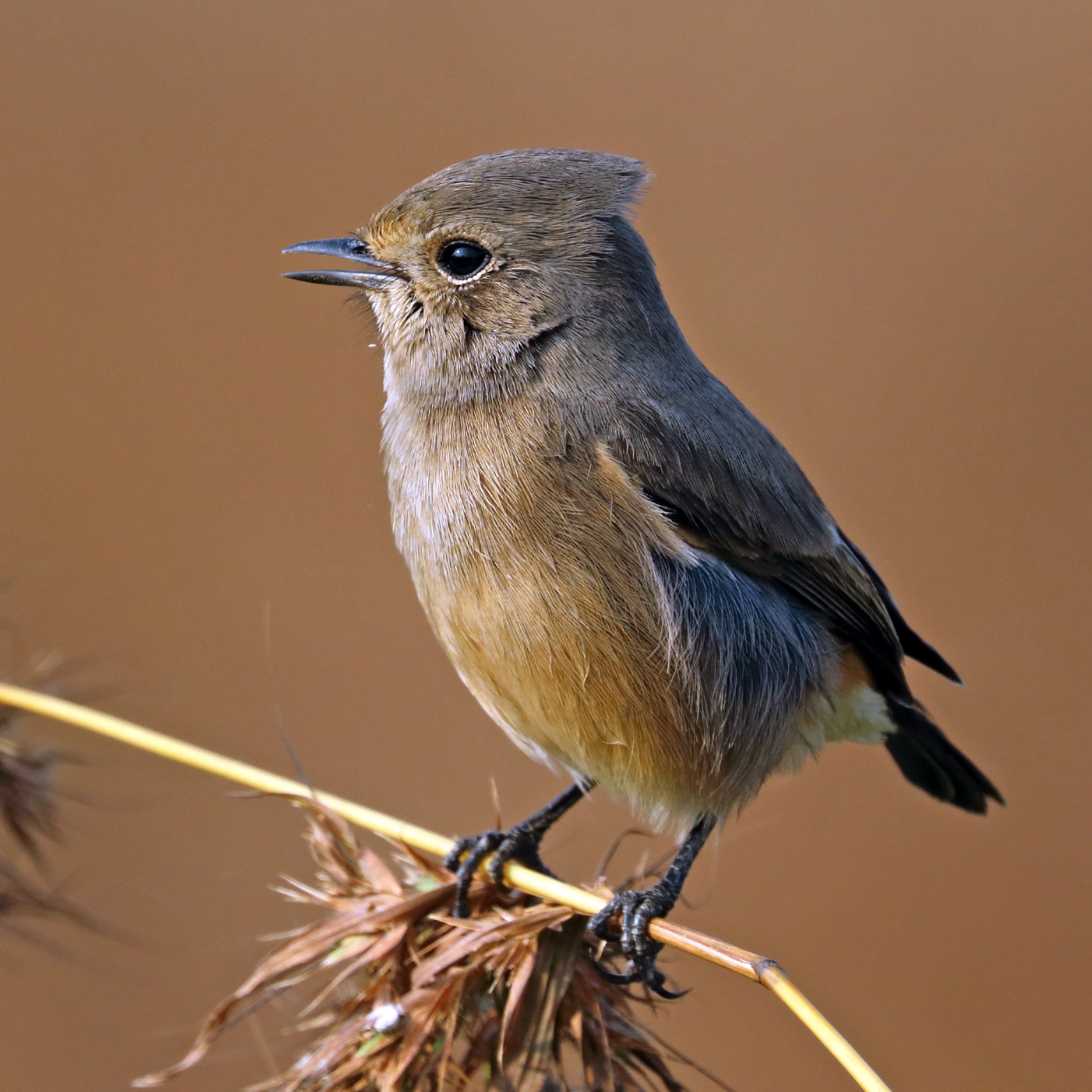
Une femelle au parc national de Pench (Maharashtra), Inde.
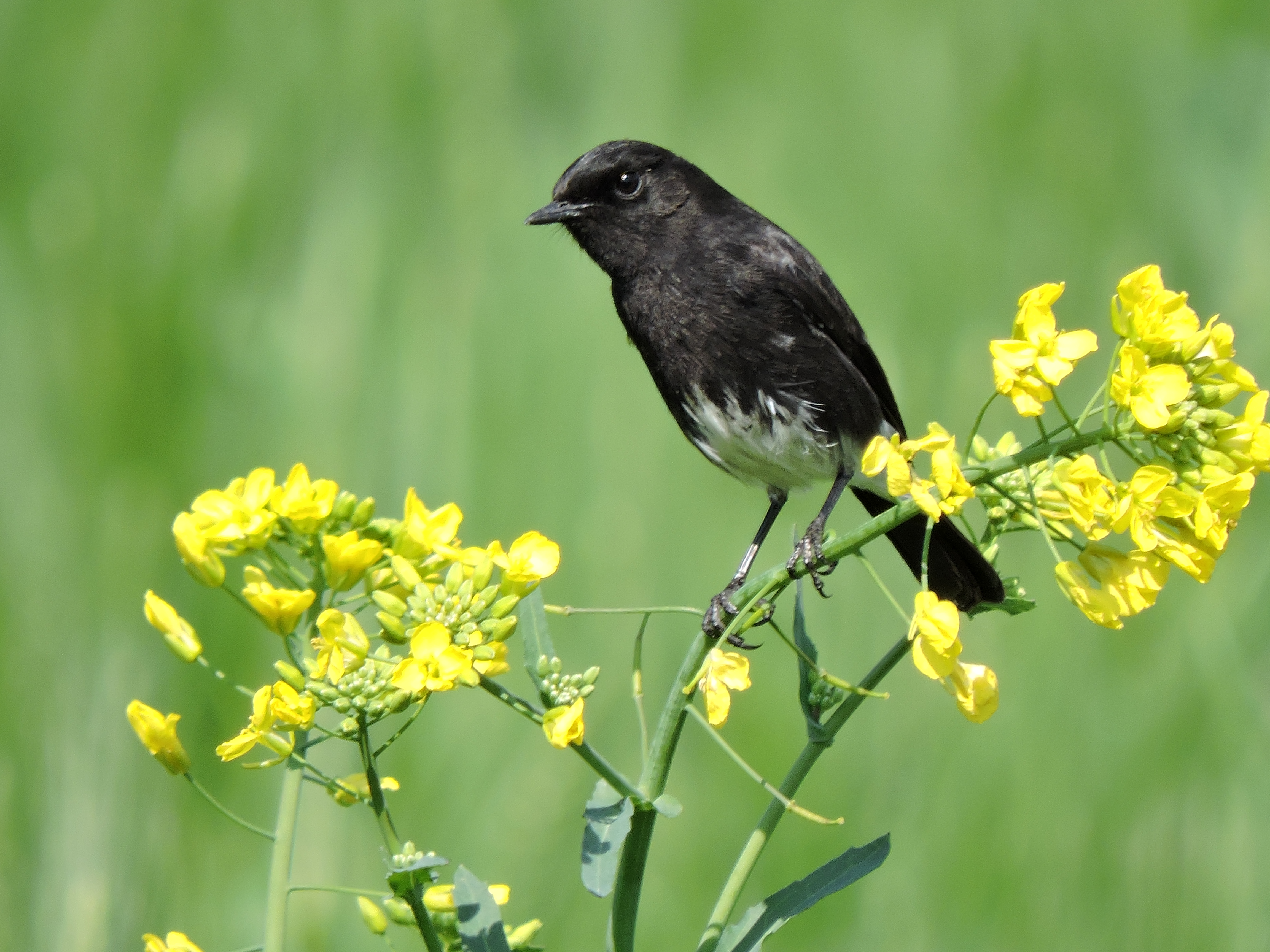
..près du lac de Sukhna, Chandigarh
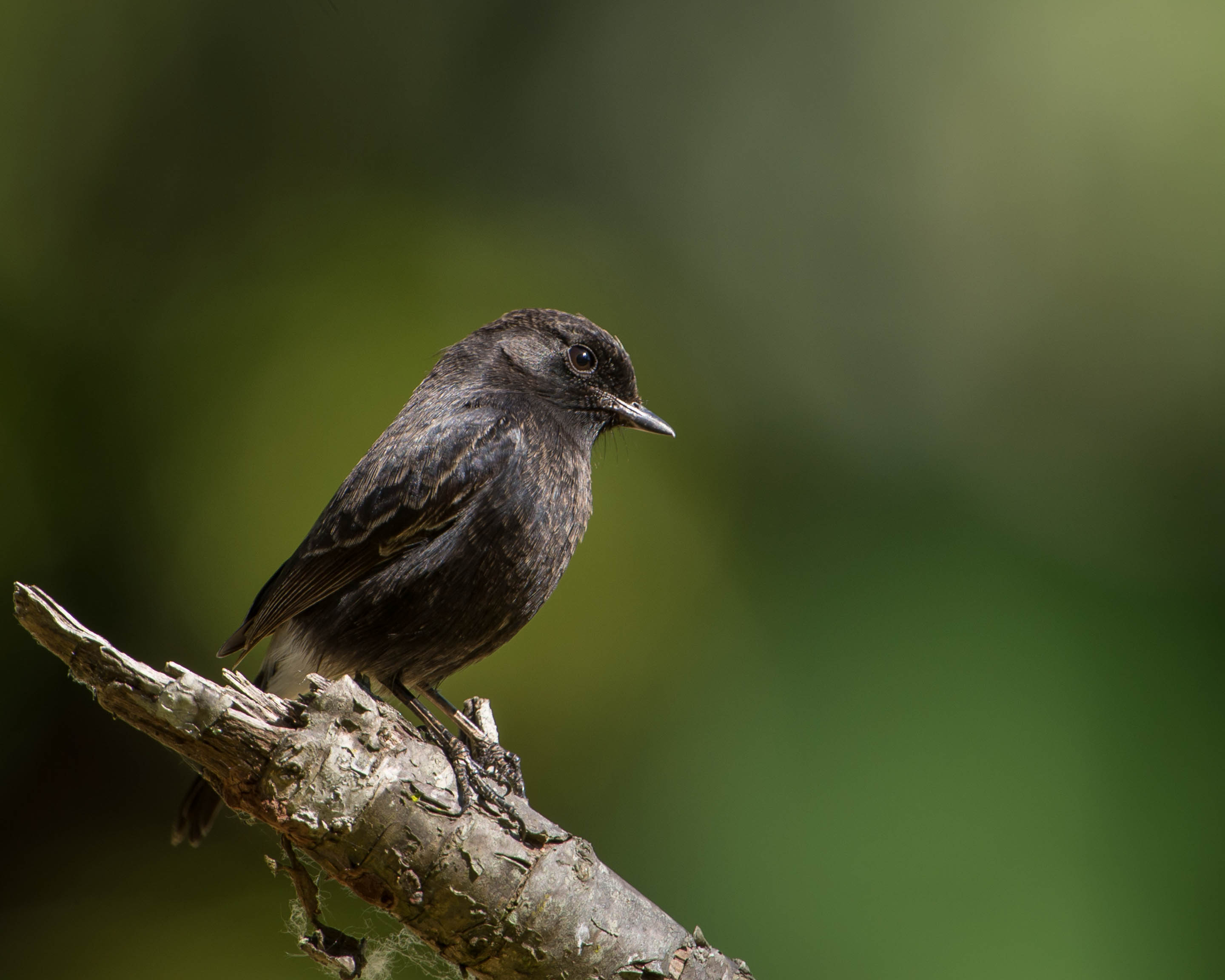
Tarier Pie, parc national de Doi Inthanon, Thaïlande